# Filip Helander
Filip Viktor Helander (Malmö, 22 april 1993) is een Zweeds voetballer die doorgaans als centrale verdediger speelt. Hij verruilde in juli 2019 Bologna FC voor Rangers FC. Helander debuteerde in 2017 in het Zweeds voetbalelftal.

## Clubcarrière
Helander speelde in de jeugd voor Kvarnby IK, Husie IF en Malmö FF. Op 8 september 2011 debuteerde hij op achttienjarige leeftijd in de Allsvenskan tegen Gefle IF. In zijn eerste seizoen kwam de centrumverdediger tot een totaal van twee competitieduels. Op 22 maart 2014 maakte hij in de bekercompetitie zijn eerste treffer, tegen IF Brommapojkarna. Op 1 augustus 2014 maakte Helander zijn Europese debuut, in de voorronde van de UEFA Europa League tegen Swansea City. Na zijn tijd bij Malmö vertrok Helander naar Italië. Daar ging hij spelen voor Hellas Verona en Bologna. In juli 2019 vertrok hij naar Rangers FC.

## Interlandcarrière
Helander debuteerde in 2012 in Zweden –21. In juni 2015 won hij daarmee het Europees kampioenschap voor spelers onder 21 jaar in Tsjechië. In de finale werd Portugal –21 verslagen na strafschoppen.

## Erelijst
| Competitie            |          |            |          |          |
| Competitie            | Aantal   | Jaren      |          |          |
| Malmö FF              | Malmö FF | Malmö FF   | Malmö FF | Malmö FF |
| --------------------- | -------- | ---------- | -------- | -------- |
| Kampioen Allsvenskan  | 2x       | 2013, 2014 |          |          |
| Supercupen            | 1x       | 2014       |          |          |
| Zweden -21            |          |            |          |          |
| Europees kampioen -21 | 1x       | 2015       |          |          |